# Szakadás (matematika)
A matematikai analízisben egy függvény szakadási pontjának nevezünk egy u számot, ha u benne van az értelmezési tartomány lezártjában, de u-ban a függvény nem folytonos, vagy nincs értelmezve. A szakadások osztályozhatók aszerint, hogy a szakadási pontban a függvénynek végesek a határértékeik vagy sem. Az előbbit elsőfajú, a másodikat másodfajú szakadásnak nevezik.

## A fogalom és definíciója
A jelentősnek tekinthető analízis tankönyvek egy része kifejezetten hangsúlyozza, hogy szakadás csak az értelmezési tartomány pontjaiban vizsgálható, más jelentős tankönyvek, cikkek azonban az értelmezési tartományhoz közeli úgy nevezett torlódási pontokban is vizsgálják a szakadási jelenségeket. Ez sokszor félreértéseket okozhat, hisz folytonos függvények esetén is szó eshet szakadásról. Például bármely az (a,b) korlátos és nyílt intervallumon értelmezett konstans függvény folytonos, de mégis beszélnek arról, hogy a határpontokban megszüntethető szakadása van, azaz kiterjeszthető folytonos függvénnyé.
Éppen ezért a szakadás fogalmát érdemes külön kezelni a folytonosság fogalmától és nem csak mint nemfolytonosságot kezelni, hanem önálló témaként gondolni rá. Ezt annál is inkább érdemes tenni, minthogy a szakadások osztályozása nem a folytonossággal hanem a határértékkel kapcsolatos.
Egy D halmazhoz közeli pontok matematikai értelemben a D lezártjának pontjai, azaz azon u pontok, melyeknek minden gömbi környezetében van az u-tól különböző D-beli elem. A lezártat sokszor {\displaystyle \scriptstyle {\overline {D}}}-vel vagy cl(D)-vel jelölik. Mivel az értelmezési tartomány izolált pontjában minden függvény triviálisan folytonos ezért elegendő csak az értelmezési tartomány torlódási pontjaiban, azaz a D '  halmazon vizsgálni a szakadásokat.
Definíció. Azt mondjuk, hogy a valós számok egy D részhalmazán értelmezett f: D {\displaystyle \to } R függvénynek a D lezártja egy u pontjában szakadása van, ha
- u ∈ D, de u-ban f nem folytonos vagy
- u ∉ D

Még egyszer megjegyezzük, hogy egyes szakirodalmakban az u ∉ D esetet nem értik bele a szakadás fogalmába.
A szakadási pontok halmazát néha discont(f) vagy disc(f) jelöli.

## A szakadási helyek osztályozása
A szakadások osztályozásánál megvizsgáljuk a szakadási pontban a bal és jobb oldali határértéket. A bal oldali határérték fogalmának szerepeltetésénél elengedhetetlen, hogy az adott pont bal oldali torlódási pont legyen, azaz a pont minden bal oldali kipontozott környezete belemetszene a halmazba, hasonlóképpen a jobb oldali is. Például a valós logaritmus függvény esetén nincs értelme a 0-ban bal oldali határértékről beszélni, csak jobb oldaliról.
Definíció. Legyen f: D {\displaystyle \to } R a valós számok egy D részhalmazán értelmezett valós függvény és legyen u az f szakadási pontja.
1. Azt mondjuk, hogy f-nek elsőfajú szakadása van az u pontban, ha abban az esetben, amikor u valamely egyoldali torlódási pontja D-nek, akkor ezen az oldalon létezik és véges is az f egyoldali határértéke.
2. Azt mondjuk, hogy f-nek másodfajú szakadása van az u pontban, ha nem elsőfajú a szakadása.

Az elsőfajú szakadásokat érdemes tovább osztani két részre.
Definíció. f-nek megszüntethető szakadása van az u elsőfajú szakadási helyen, ha f módosítható vagy kiterjeszthető abban a pontban folytonos függvénnyé. f-nek ugrása van u-ban, ha léteznek az egyoldali határértékek, de nem egyenlők.
Megszüntethető szakadás természetesen akkor van, ha mindkét egyoldali határérték létezése esetén ezek végesek és egyenlők. Ugrása pedig, ha végesek, de nem egyenlők.

## Komplex függvények szakadásainak osztályozása
Lásd még: izolált szingularitás
Komplex függvények szakadása ugyanígy értelmezendő: a függvény vagy értelmezett, de nem folytonos, vagy nem értelmezett egy torlódási pontban. Ha emellett még az is igaz, hogy a szakadási pontnak van olyan környezete, ahol a függvény a ponton kívül mindenhol reguláris, akkor a szakadást izolált szingularitásnak mondjuk. Az ilyet a következő osztályokra bontjuk:
- megszüntethető szakadás, ha az f({\displaystyle z_{0}}) = lim{\displaystyle z_{0}} f definícióval folytonossá tehető (ekkor persze regulárissá is),
- n-ed rendű pólus, ha lim{\displaystyle z_{0}} f = ∞, de az lim{\displaystyle z_{0}} f(z) {\displaystyle \cdot } (z-{\displaystyle z_{0}})n már véges
- lényeges szingularitás, ha nem pólus.

Néha a valós függvények olyan másodfajú szakadását, melyekben lim{\displaystyle z_{0}} |f| = ∞ szintén pólusnak nevezik.